# Constantin zu Stolberg-Wernigerode

Constantin zu Stolberg-Wernigerode

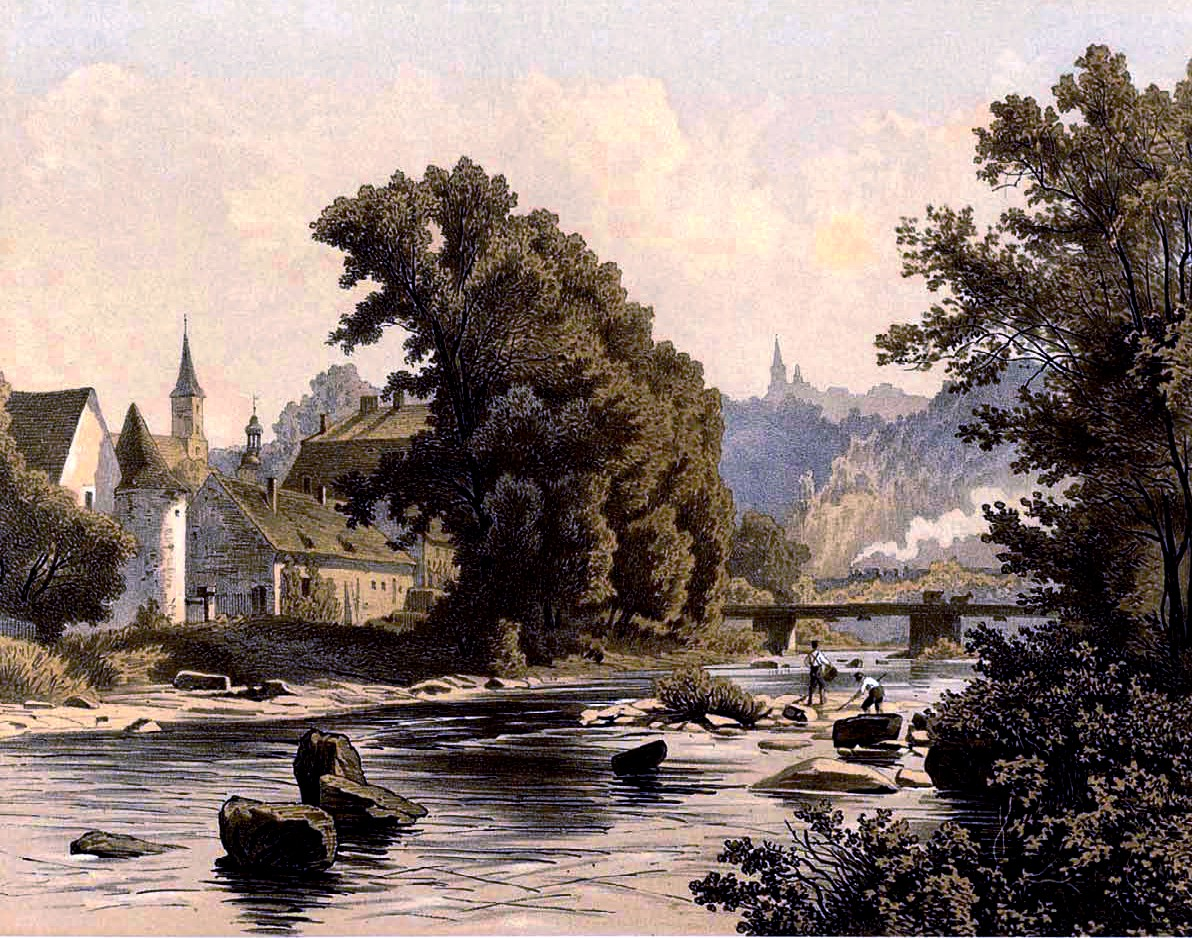
Schloss Jannowitz, Sammlung Alexander Duncker

Graf Constantin zu Stolberg-Wernigerode (* 8. Oktober 1843 in Jannowitz, Landkreis Hirschberg im Riesengebirge, Provinz Schlesien; † 27. Mai 1905 ebenda) war ein deutscher Politiker. Er war Oberpräsident in der preußischen Provinz Hannover und Fideikommissherr auf Jannowitz in Niederschlesien.

## Leben
Constantin war der älteste Sohn des Grafen Wilhelm zu Stolberg-Wernigerode. 1862 wurde er Mitglied des Corps Saxonia Göttingen. 1894 wurde er Regierungspräsident des Regierungsbezirks Merseburg der preußischen Provinz Sachsen. Dieses Amt nahm er bis 1897 wahr. 1898 übernahm er nach dem Tod des Vaters dessen schlesische Besitzungen. Er war zweimal verheiratet. Am 12. Juli 1870 hatte er in Dönhofstädt die Gräfin Antonie zu Stolberg-Wernigerode (1850–1878) geheiratet, mit der er gemeinsam fünf Kinder hatte, darunter seinen Nachfolger Graf Eberhard zu Stolberg-Wernigerode (1873–1929). Nachdem seine Gattin 1878 in Wernigerode gestorben war, heiratete Constantin am 4. Juni 1885 Gräfin Elisabeth zu Stolberg-Wernigerode (1866–1928), die älteste Tochter des Grafen Otto zu Stolberg-Wernigerode, mit der er weitere zwei Kinder hatte. Diese verließ nach dem Tod ihres Gatten Schlesien und zog nach Ilsenburg, wo sie 1928 starb.
Im Tiergarten von Wernigerode erinnert heute noch der Constantinstein an den Grafen, der gegenüber den Fundamenten des 1945 zerstörten Elisabethhauses steht. Sein Sohn Otto zu Stolberg-Wernigerode wurde Geschichtsprofessor.
Seine Tochter Dorothea heiratete später den Juristen und SS-Führer Harry von Craushaar. Tochter Magdalene (1875–1955) blieb unverheiratet und war letzte Äbtissin des Klosters Drübeck. Seine jüngste Tochter Anna Elisabeth (1887–1952) heiratete 1911 Georg-Heinrich Graf von Werthern (1874–1947).